# Chrysomyxa ledi var. rhododendri
Variété
Synonymes
- Chrysomyxa alpina Hirats. f.[2]
- Chrysomyxa arctostaphyli Dietel[2]
- Chrysomyxa cassandrae (Gobi) Tranzschel[2]
- Chrysomyxa chiogenis Dietel[2]
- Chrysomyxa dietelii Syd. & P. Syd.[2]
- Chrysomyxa empetri J. Schröt. ex Cummins[2]
- Chrysomyxa expansa Dietel[2]
- Chrysomyxa himalensis Barclay[2]
- Chrysomyxa komarovii Tranzschel[2]
- Chrysomyxa rhododendri De Bary[1]
- Chrysomyxa ledi (Alb. & Schwein.) de Bary (préféré par BioLib)[2]

Chrysomyxa ledi var. rhododendri est une variété de Chrysomyxa ledi (en), une espèce de champignons basidiomycètes de la famille des Coleosporiaceae, pathogènes des plantes.

## Hôtes
Cette variété détermine une rouille qui hiberne sur les feuilles de rhododendron, et adopte donc sa répartition géographique. Au printemps et en été, il change d'hôte et infecte les arbres du genre Picea. On le retrouve alors par exemple sur l'épicéa commun, sur lequel il provoque la rouille vésiculeuse, caractérisée par le jaunissement des jeunes aiguilles formées au cours de l'année. Celles-ci tombent en hiver et laissent les rameaux défoliés, mais n'empêche pas la repousse des bourgeons au printemps suivant.

## Distribution
C'est une espèce fréquente dans les montagnes d'Europe. En Suisse, on le trouve à une altitude variant entre 1000 et 2 000 m, en particulier aux Grisons et au Tessin.

## Synonymes
- Uredo rhododendri DC.
- Chrysomyxa rhododendri (DC.) de Bary

### Chrysomyxa ledivar.rhododendri
- (en) BioLib : Chrysomyxa ledi  (Alb. & Schwein.) de Bary (Syn. de Chrysomyxa ledi var. rhododendri) (consulté le 11 décembre 2018)
- (en) Catalogue of Life : Chrysomyxa ledi rhododendri (DC.) Savile 1950 (Nom accepté: Chrysomyxa rhododendri  (DC.) de Bary 1879) Non Valide (consulté le 11 décembre 2018)
- (en) Index Fungorum : Chrysomyxa ledi var. rhododendri  (consulté le 11 décembre 2018)
- (en) MycoBank : Chrysomyxa ledi var. rhododendri (de Bary) Savile (consulté le 11 décembre 2018)

### Chrysomyxa rhododendri
- (en) BioLib : Chrysomyxa ledi  (Alb. & Schwein.) de Bary (Syn. de Chrysomyxa rhododendri) (consulté le 11 décembre 2018)
- (en) Catalogue of Life : Chrysomyxa rhododendri (DC.) de Bary (consulté le 18 décembre 2020)
- (en) Index Fungorum : Chrysomyxa rhododendri (DC.) de Bary 1879 (consulté le 11 décembre 2018)
- (en) MycoBank : Chrysomyxa rhododendri de Bary Non Valide (consulté le 11 décembre 2018)
- (en) NCBI : Chrysomyxa rhododendri (taxons inclus) (consulté le 11 décembre 2018)